# Beovizija 2018
Die Beovizija 2018 fand am 20. Februar 2018 statt und war der serbische Vorentscheid für den Eurovision Song Contest 2018 in Lissabon (Portugal).

## Format

### Konzept
Als Serbien seine Teilnahme für 2018 bekannt gab, wollte man zuerst erneut eine interne Auswahl vornehmen. Am 9. Oktober wurde aber bekannt, dass nach neunjähriger Abstinenz Beovizija als Vorentscheid zurückkehren wird. 2018 verzichtete man allerdings auf ein Halbfinale und organisierte stattdessen ein Finale mit 17 Teilnehmern. Abgestimmt wurde zu 50 % durch eine Jury und zu 50 % durch Televoting. Durch die Sprachregel beim Vorentscheid, bei der alle Beiträge in serbischer Sprache sein müssen, sang das Land erstmals seit 2013 wieder auf seiner Landessprache.

### Beitragswahl
Vom 20. August bis zum 20. Oktober 2017 konnten bei RTS Beiträge eingereicht werden. Von den 75 eingereichten Beiträgen wurden 17 für das Finale ausgewählt.

## Teilnehmer
Am 22. Januar 2018 stellte RTS alle 17 Teilnehmer vor. Unter ihnen waren auch Rambo Amadeus, der bereits Montenegro beim Eurovision Song Contest 2012 vertrat sowie Sanja Ilić, der den jugoslawischen Beitrag für den Eurovision Song Contest 1982 komponierte. Alle Beiträge wurden am 7. Februar veröffentlicht.
| Platz | Startnr. | Interpret                     | Lied Musik (M) und Text (T)                                                     | Sprache              | Übersetzung (Inoffiziell)            | Jury                   | Jury         | Jury         | Jury           | Jury         | Jury        | Jury Punkte | Zuschauerstimmen (Televoting & SMS) | Zuschauerstimmen (Televoting & SMS) | Gesamt |
| Platz | Startnr. | Interpret                     | Lied Musik (M) und Text (T)                                                     | Sprache              | Übersetzung (Inoffiziell)            | Vojislav Borisavljević | Ivana Peters | Dušan Alagić | Dejan Petrović | Željko Vasić | Jury Gesamt | Jury Punkte | Stimmen                             | Punkte                              | Gesamt |
| ----- | -------- | ----------------------------- | ------------------------------------------------------------------------------- | -------------------- | ------------------------------------ | ---------------------- | ------------ | ------------ | -------------- | ------------ | ----------- | ----------- | ----------------------------------- | ----------------------------------- | ------ |
| 01.   | 06       | Sanja Ilić & Balkanika        | Nova deca M: Sanja Ilić, Tatjana Karajanov Ilić; T: Danica Krstić               | Serbisch, Torlakisch | Neue Kinder                          | 12                     | 07           | 12           | 10             | 12           | 53          | 12          | 14.698                              | 12                                  | 24     |
| 02.   | 12       | Saška Janks                   | Pesma za tebe M: Saška Janković, Marko Nikolić; T: Saška Janković               | Serbisch             | Ein Gedicht für dich                 | 10                     | 10           | 10           | 12             | 10           | 52          | 10          | 05.959                              | 10                                  | 20     |
| 03.   | 10       | Dušan Svilar                  | Pod krošnjom bagrema M/T: Goran Kovačević                                       | Serbisch             | Unter dem Wipfel der Akazie          | 08                     | 05           | 07           | 05             | 03           | 28          | 07          | 05.403                              | 08                                  | 15     |
| 04.   | 13       | Lord                          | Samo nek se okreće M/T: Vladimir Preradović Lord                                | Serbisch             | Es möge seinen Lauf nehmen           | 06                     | 08           | 04           | 04             | 05           | 27          | 06          | 02.884                              | 06                                  | 12     |
| 05.   | 17       | Biber & DJ Niko Bravo         | Jutros (Svatovi) M: Rastko Aksentijević; T: Nikola Burovac                      | Serbisch             | Heute morgen (Hochzeitsgesellschaft) | 07                     | –            | 08           | 03             | 07           | 25          | 05          | 04.981                              | 07                                  | 12     |
| 06.   | 05       | Ivan Kurtić                   | Ni sunca ni meseca M/T: Rastko Aksentijević                                     | Serbisch             | Weder Sonne noch Mond                | 04                     | 12           | 06           | 08             | 08           | 38          | 08          | 01.791                              | 02                                  | 10     |
| 07.   | 08       | Boris Režak                   | Vila M: Boris Režak, T: Boris Režak, Nikola Raonić                              | Serbisch             | Fee                                  | –                      | 06           | 05           | 06             | 06           | 23          | 04          | 02.489                              | 05                                  | 09     |
| 08.   | 14       | Danijel Pavlović              | Ruža sudbine M: Danijel Pavlović, T: Marina Tucaković                           | Serbisch             | Rose des Schicksals                  | 05                     | 04           | 02           | –              | –            | 11          | 02          | 02.188                              | 04                                  | 06     |
| 09.   | 02       | Beti Đorđević & Rambo Amadeus | Nema te M: Aca Pejčić, T: Antonija Pušić, Tanja Kragujević                      | Serbisch             | Du erscheinst nicht                  | –                      | 01           | –            | 07             | 04           | 12          | 03          | 01.342                              | 03                                  | 06     |
| 10.   | 03       | Maja Nikolić                  | Zemlja čuda M: Vladimir Graić; T: Mia Pijade                                    | Serbisch             | Wunderland                           | –                      | –            | –            | –              | –            | –           | 0           | 02.110                              | 03                                  | 03     |
| 11.   | 07       | Koktel Balkan                 | Zato M/T: Bojan Jeremić                                                         | Serbisch             | Darum                                | 01                     | 03           | –            | 02             | 02           | 08          | 01          | 0487                                | 0                                   | 01     |
| 12.   | 16       | Osmi vazduh i drugari         | Probudi se M: Marko Kuzmanović; T: Lena Kuzmanović                              | Serbisch             | Erwache                              | –                      | 02           | 01           | –              | 01           | 04          | 0           | 01.334                              | 0                                   | 0      |
| 13.   | 11       | Igor Lazarević                | Beži od mene M/T: Igor Lazarević                                                | Serbisch             | Fliehe vor mir                       | –                      | –            | –            | –              | –            | –           | 0           | 01.308                              | 0                                   | 0      |
| 14.   | 15       | BASS                          | Umoran M/T: Sofija Milutinović                                                  | Serbisch             | Müde                                 | –                      | –            | –            | –              | –            | –           | 0           | 01.297                              | 0                                   | 0      |
| 15.   | 09       | Lana & Aldo                   | Jača sam od svih M/T: Lana & Aldo                                               | Serbisch             | Ich bin stärker als alle             | –                      | –            | –            | –              | –            | –           | 0           | 0631                                | 0                                   | 0      |
| 16.   | 04       | Srđan & Emil                  | Bar da znam M/T: Srđan Marjanović                                               | Serbisch             | Wenn ich wenigstens wüsste           | 2                      | –            | –            | –              | –            | 02          | 0           | 0327                                | 0                                   | 0      |
| 17.   | 01       | Sevdah Baby                   | Hajde da igramo sada M/T: Milan Stanković, Predrag Radisavljević, Tijana Žunjić | Serbisch             | Lasst uns jetzt tanzen               | 03                     | –            | 03           | 01             | –            | 07          | 0           | 0262                                | 0                                   | 0      |